# Johan Carl Höjer
Johan Carl Höjer, född 4 januari 1753 i Uppsala, död där 30 december 1830, var en svensk pedagog.
Johan Carl Höjer var son till akademiboktryckaren Lorentz Magnus Höjer av släkten Höjer.. Han genomgick Uppsala katedralskola, där han inskrevs 1762 och studerade därefter från 1769 vid Uppsala universitet, blev filosofie kandidat 1774 och filosofie magister 1776. År 1777 antogs han till lärare vid trivialskolan i Stockholm. Då han 1783 sökte rektoratet vid Katarina skola, disputerade han inför konsistoriet i Uppsala på en märklig avhandling om önskvärda skolreformer: Dissertatio de necessaria scholarum in patria emendatione. Han ivrade där för större utrymme åt de moderna språken inom undervisning och en minskning i timantalet i de klassiska, varutöver han vill ge historia, geografi och matematik större utrymme i undervisningen. Modersmålet borde läggas till grund och naturvetenskaperna även ingå i undervisningen. Den borde göras effektivare genom minskad utantilläsning av katekes och grammatik. Höjer föreslog även en skolans domstol, där de bästa av eleverna under lärarens ordförandeskap skulle fälla domar över felande kamrater. Han utsågs 1788 till vikarierande rektor vid Katarina skola, och genomförde då med myndigheternas tillstånd en betydande reform av undervisningen, så att större plats lämnades och de moderna språken, modersmålet samt naturvetenskap. 1804 utnämndes Höjer till rektor för Uppsala katedralskola, en post han tillträdde 1806 och innehade till 1826. Han medverkade kraftigt till 1807 års skolstadgas tillkomst. På 1820-talet deltog han också vid skolväsendets reformering i Stockholm. Han tilldelades 1809 professors namn. Höjer är begravd på Uppsala gamla kyrkogård.